# Antal Árpád András
Antal Árpád András (Kőhalom, 1975. augusztus 10. –) erdélyi magyar politikus, Sepsiszentgyörgy polgármestere.

## Tanulmányai
- Középiskola - Székely Mikó Kollégium
- BBTE Szociológiai Kar
- BBTE Szociológiai Kar, doktorandusz
- Képzések:
  - Nemzetvédelmi Kollégium, Bukarest
  - Politikai Népfőiskola, Lakitelek
  - Școala Europeană „Ovidiu Șincai” Bukarest, Strasbourg

## Munkatapasztalat
- 1998-2000 Kovászna Megyei Tanács, szociológus
- 2001-2004 BBTE Közigazgatási és Politikatudományi Kar, egyetemi tanársegéd
- 2004-2008 Románia Parlamentje, képviselő
- 2008-tól Sepsiszentgyörgy polgármestere.

## Politikai tevékenység
- A sepsiszentgyörgyi RMDSZ elnöke
- 2004-2008 között az RMDSZ háromszéki parlamenti képviselője
- 2008-tól az RMDSZ sepsiszentgyörgyi polgármestere